# Park Narodowy Mount Rainier
Mount Rainier National Park – park narodowy położony w południowej części stanu Waszyngton  w Stanach Zjednoczonych. Park został utworzony w 1899, na powierzchni 953,5 km², jako piąty w kraju. Nazwa parku pochodzi od położonej na jego terenie góry Mount Rainier.

## Opis parku
W parku znajduje się góra Mount Rainier (4392 m n.p.m.), jeden z uśpionych wulkanów w stanie Waszyngton. Dookoła parku można znaleźć 25 lodowców. Co roku spada ogromna ilość deszczu, i góra Mount Rainier jest często osłonięta chmurami. Park obejmuje ogromną puszczę (drzewostany pierwotne) i wiele łąk górskich.

## Fauna
Na terenie Parku Narodowego Mount Rainier występuje ok. 56 gatunków ssaków, 11 gatunków płazów, 5 gatunków gadów, 229 gatunków ptaków oraz 8 gatunków ryb. Spośród zwierząt występujących w parku można wymienić: baribala, jastrzębia gołębiarza, puszczyka plamistego, kamieniuszkę.

## Turystyka
Infrastruktura turystyczna w Parku Narodowym Mount Rainier jest bardzo dobrze rozwinięta. Park oferuje wiele kempingów i pól namiotowych. Góra Mount Rainier jest popularnym szczytem wspinaczkowym. Rocznie próbę zdobycia Mount Rainier podejmuje ok. 10 000 wspinaczy.

## Galeria

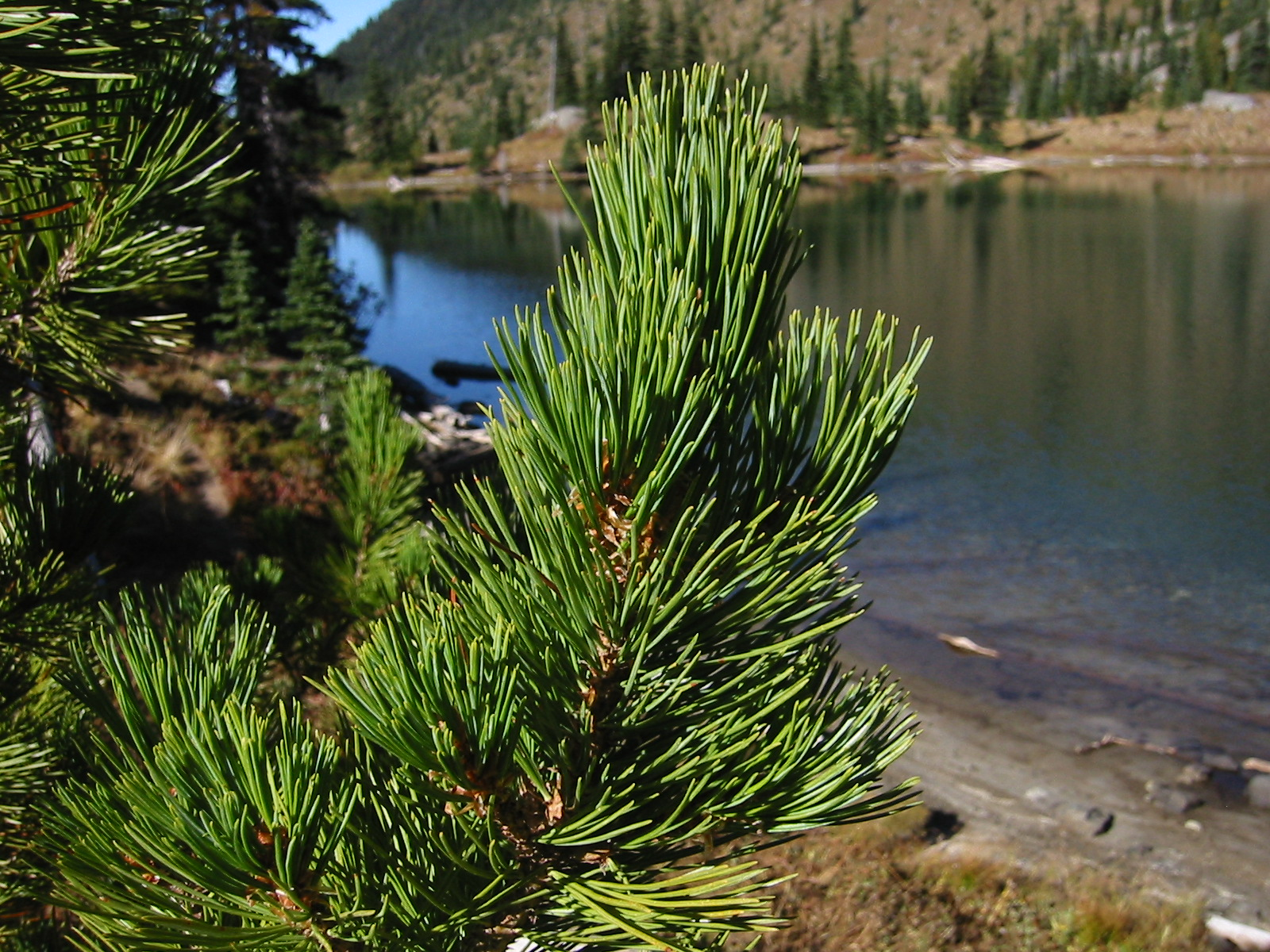
Jezioro Crystal (Crystal Lake)
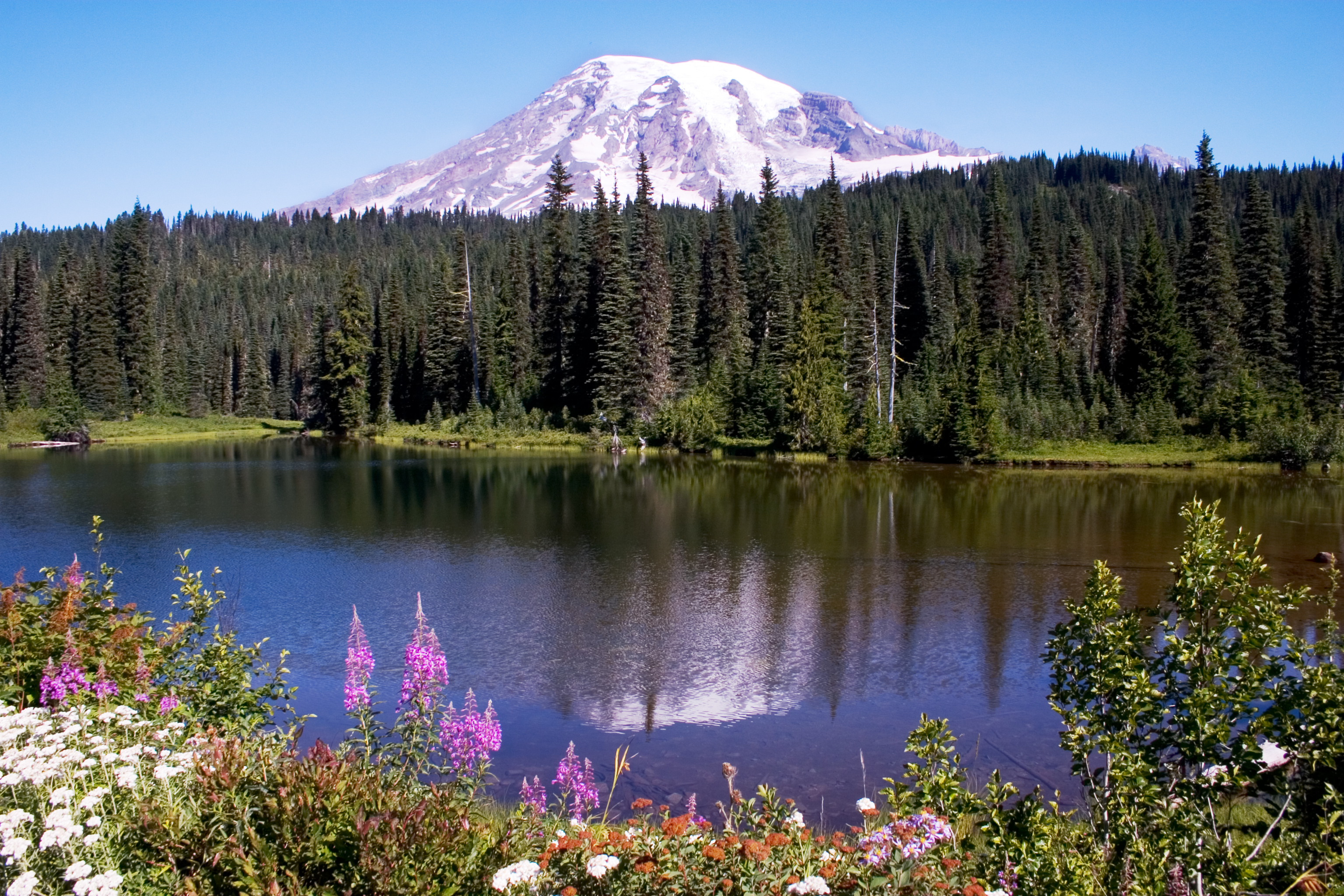
Jezioro Reflection i Mount Rainier
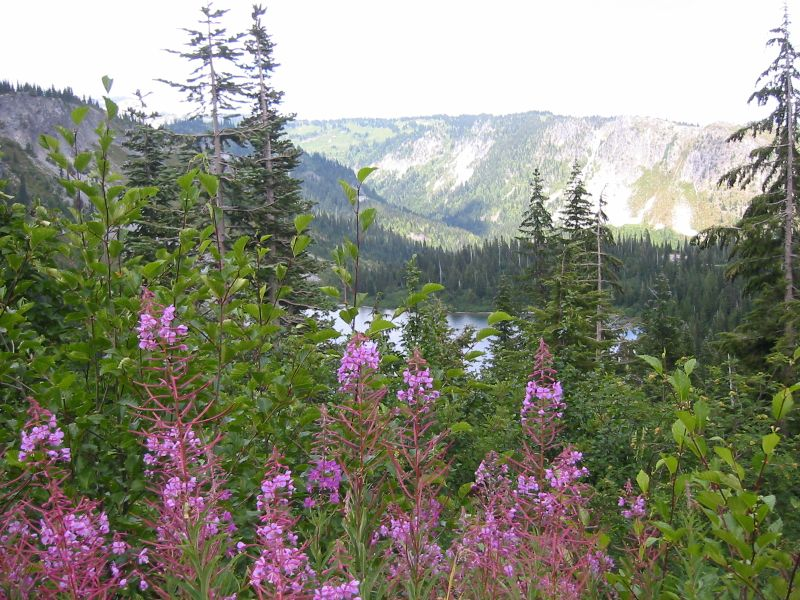
Łąka górska w parku.
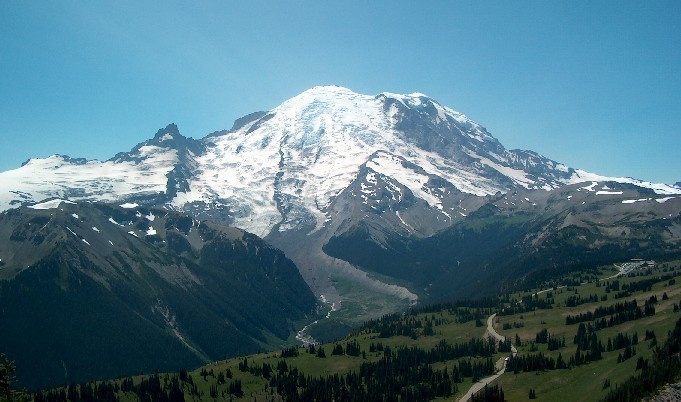
Krajobraz parku.